# TVC Amstelveen
TVC Amstelveen est un club néerlandais de volley-ball fondé en 2009 et basé à Amstelveen, évolue au plus haut niveau national (DELA League). 

## Historique
Le TVC Amsteveen est né en 2009 de la fusion de l'AMVJ Amstelveen et du Martinus Amstelveen.

## Palmarès
- Championnat des Pays-Bas
  - Vainqueur :2010
- Coupe des Pays-Bas 
  - Vainqueur : 2010

## Effectifs

### Saison 2011-2012
Entraîneur : Casper Groenhuijzen  Pays-Bas 